# St-Sixte (Aubignan)

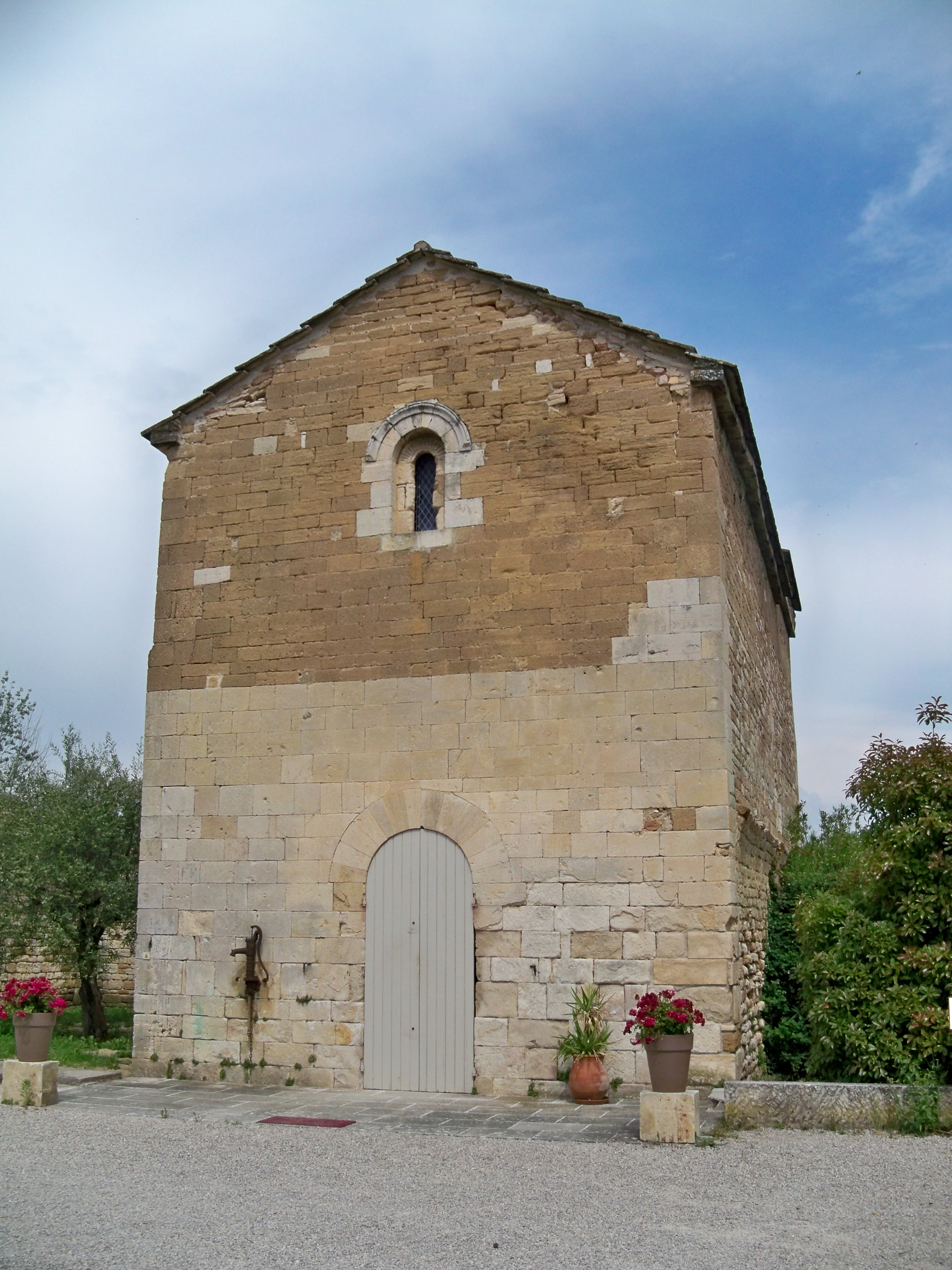
St-Sixte

St-Sixte ist eine romanische Kapelle in der französischen Gemeinde Aubignan im Département Vaucluse. Sie war ursprünglich eine Pfarrkirche.

## Geschichte
Spuren eines alten Gewölbes an der südlichen Fassade weisen auf einen verschwundenen Kreuzgang hin, der einst zu einem Klosterbau gehörte.
1775 war die Kapelle ans Stiftskapitel von St-Agricol in Avignon angeschlossen. Während der Französischen Revolution wurde sie zum Nationalgut erklärt. Die Familie Seguins-Vassieux kaufte sie 1809 zurück und ab 1863 wurden wieder Gottesdienste abgehalten.
Seit 1936 gehört die Kapelle der Familie Rey, die sie sorgfältig restaurieren und zu einem Weinkeller umfunktionieren ließ.
Seit dem 28. Dezember 1984 ist sie als Monument historique eingestuft.

## Architektur

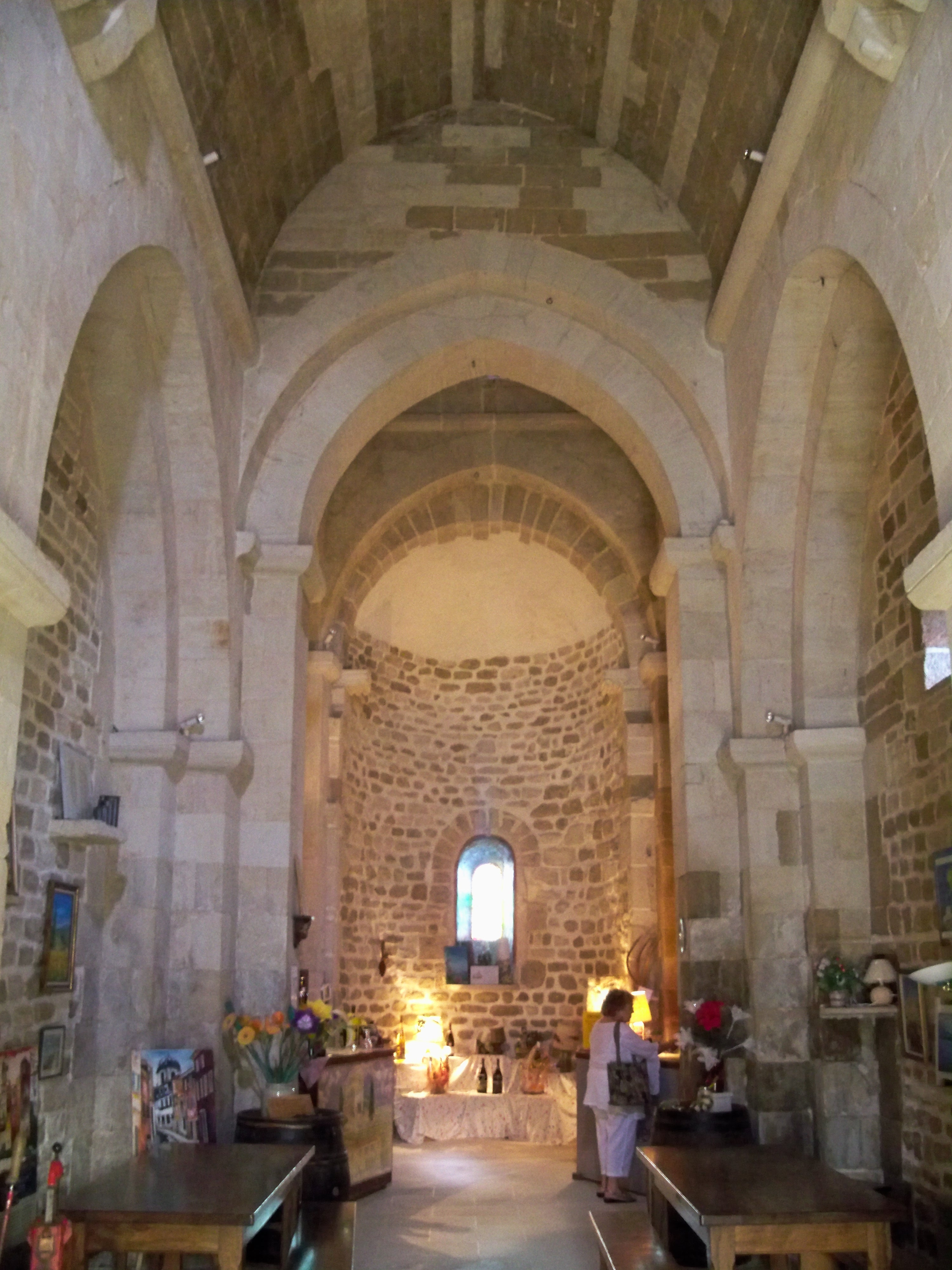
Innenansicht

Ihr dreijochiges Querschiff, das im Vergleich zur Apsis und zum Längsschiff etwas höher gesetzt ist, und ihr Gewölbe lassen sich dem frühen provenzalisch-romanischen Stil zuordnen, der zwischen der Mitte des 11. und Anfang des 12. Jahrhunderts vorherrschte. Im Eingangsbereich ist eine Inschrift angebracht:

„TVNE lA (S)OME TIGE DVFARDA A (M)ASLE DAMNES.“

Charles Rostaing hat für den Anfang des Textes folgende Übersetzung vorgeschlagen:

„Der magere Esel, aufgrund seiner Last, fastet …“

Das lange Zeit abgedunkelte und versandete Apsis-Fenster wurde während der Restaurierungen wieder instand gesetzt. Es zeigt ein Fresko mit Motiven, die auch in der Prieuré de Ganagobie, in St-André-de-Rosans und in der Abtei Cluny vorkommen: Ungeheuer, Chimären, ein hoch sitzender Reiter auf seiner Stute und ein Tier, das an seiner Seite von seinem blumenförmigen Schwanz durchkreuzt wird. Das Thema stammt aus dem östlichen Mittelmeerraum und deutet auf eine Entstehung zur Zeit des Ersten Kreuzzuges (1096–1099) hin.